# Cère (rzeka)
Cère – rzeka w południowej Francji, na terenie departamentów Cantal, Corrèze i Lot, dopływ Dordogne. Długość rzeki wynosi 102,4 km, a powierzchnia jej dorzecza 1059 km².
Źródło rzeki znajduje się w masywie górskim Cantal (Masyw Centralny), na terenie gminy Saint-Jacques-des-Blats. W górnym biegu płynie w kierunku południowo-zachodnim. Za miastem Aurillac zwraca się w kierunku północno-zachodnim. W dolnym biegu stopniowo skręca na zachód i ostatecznie południowy zachód. Do rzeki Dordogne uchodzi w pobliżu miejscowości Prudhomat, nieco wcześniej przepływając przez Biars-sur-Cère.